# Одо Леве
Одо Леве (нім. Odo Loewe; 12 вересня 1914, Людвігслюст — 19 травня 1943, Атлантичний океан) — німецький офіцер-підводник, капітан-лейтенант крігсмаріне.

## Біографія
8 квітня 1934 року вступив в рейхсмаріне. В березні 1941 року перейшов у підводний флот і в липні призначений 1-м вахтовим офіцером підводного човна U-71. В жовтні-листопаді пройшов курс командира човна. З 18 грудня 1941 по 30 листопада 1942 року — командир U-256, на якому здійснив 1 похід (38 днів у морі), одночасно у вересні-жовтні 1942 року — U-254, на якому здійснив 1 похід (32 дні в морі), з 23 грудня 1942 року — U-954. 8 квітня 1943 року вирушив у свій останній похід.19 травня човен був потоплений у Північній Атлантиці південно-східніше мису Фарвель (54°54′ пн. ш. 34°19′ зх. д.) глибинними бомбами британських фрегата «Джед» та шлюпа «Сеннен». Всі 47 членів екіпажу загинули.
Під час походу на U-254 потопив 2 кораблі загальною водотоннажністю 17 335 тонн.
| Дата          | Назва             | Тип               | Тоннаж | Вантаж                                           | Екіпаж | Загинули | Країна             | Конвой |
| ------------- | ----------------- | ----------------- | ------ | ------------------------------------------------ | ------ | -------- | ------------------ | ------ |
| 3 жовтня 1942 | Esso Williamsburg | Тепловий танкер   | 11,237 | 110 043 барелів спеціального мазуту ВМС США      | 60     | 60       | США                |        |
| 9 жовтня 1942 | Pennington Court  | Торговий пароплав | 6,098  | 8494 тонни зерна і вантажівки як палубні вантажі | 45     | 45       | Британська імперія | SC-103 |

## Звання
- Кандидат в офіцери (8 квітня 1934)
- Фенріх-цур-зее (1 липня 1935)
- Оберфенріх-цур-зее (1 квітня 1937)
- Лейтенант-цур-зее (1 квітня 1937)
- Оберлейтенант-цур-зее (1 квітня 1939)
- Капітан-лейтенант (1 квітня 1942)

## Нагороди
- Медаль «За вислугу років у Вермахті» 4-го класу (4 роки)